# Mischocyttarus minifoveatus
Mischocyttarus minifoveatus är en getingart som beskrevs av Cooper 1998. Mischocyttarus minifoveatus ingår i släktet Mischocyttarus och familjen getingar. Inga underarter finns listade i Catalogue of Life.